# Balandrau
El Balandrau és una muntanya de 2.585 metres situada a la serra que separa les valls de Ribes i Camprodon, entre els municipis de Queralbs i Vilallonga de Ter al Ripollès. Al cim hi ha un vèrtex geodèsic (referència 290079001 de l'Institut Cartogràfic de Catalunya). Una de les possibles rutes parteix des del Refugi de Coma de Vaca. pel nord, i pel sud, des de la Collada de Fontlletera. Té unes àmplies vistes de les Muntanyes de Núria i la Serra Cavallera.
Aquest cim està inclòs al llistat dels 100 cims de la FEEC.

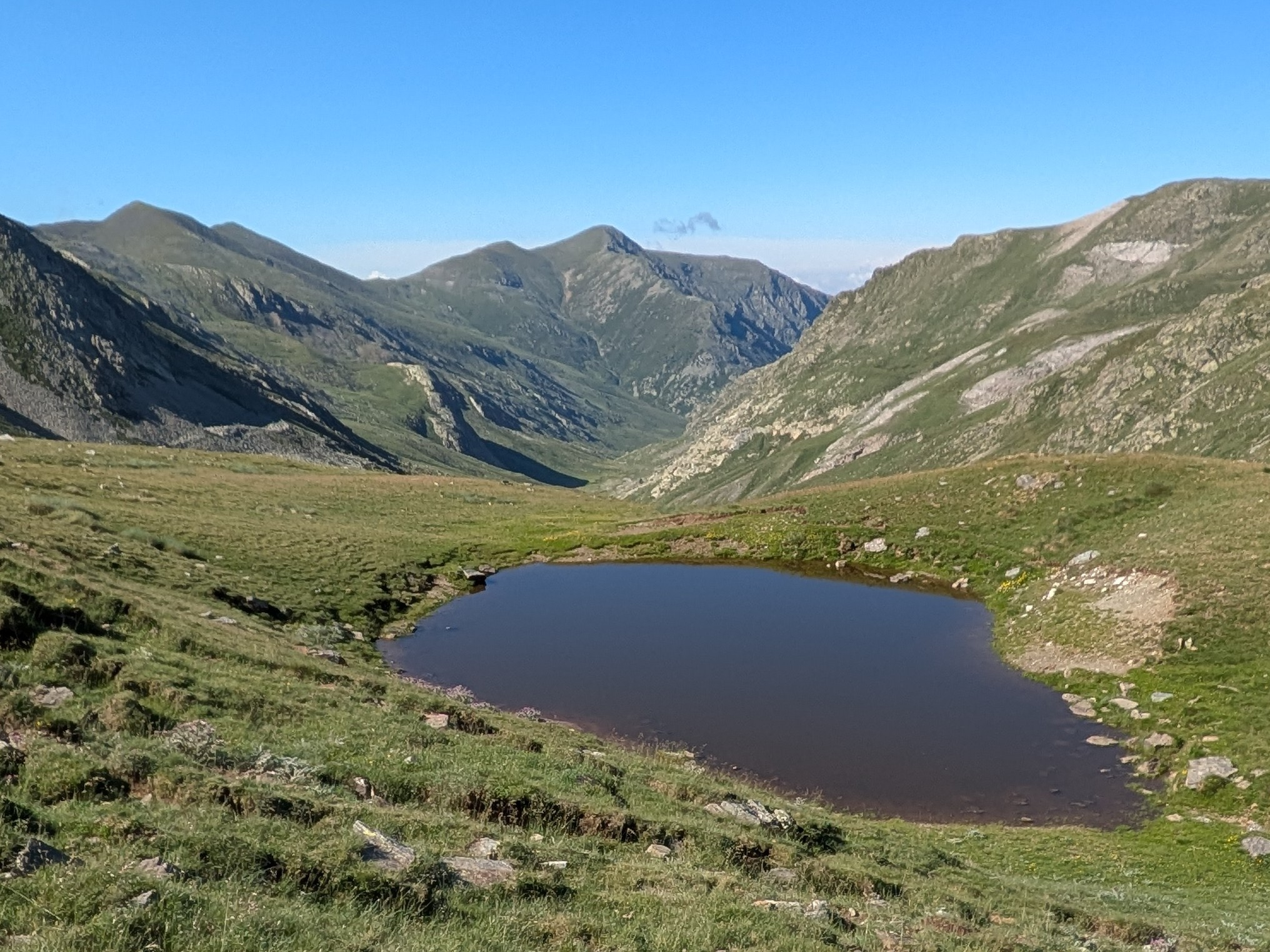
Balandrau, en la distància, vista des del cap de la vall del Freser.

## Tragèdia del Balandrau
El 30 de desembre del 2000 feu bon temps però, de sobte, un temporal duríssim i inesperat sorprengué excursionistes i esquiadors, provocant allaus, tempestes de neu i corrents de vent del torb. L'agressivitat del fenomen meteorològic provocà fins a 10 víctimes mortals. D'aquesta forma es convertí en la tragèdia de muntanya més gran viscuda al Pirineu català. El 18 de maig de 2021 s'estrenà a TV3 el documental Balandrau, infern glaçat, que narra el succés des del relat d'alguns dels supervivents. L'estrena del documental a la televisió pública catalana tingué 523.000 espectadors, una audiència acumulada de 900.000 vidents i una quota d'audiència del 21,5%, liderant la seva franja horària.